# Vanessa Bayer

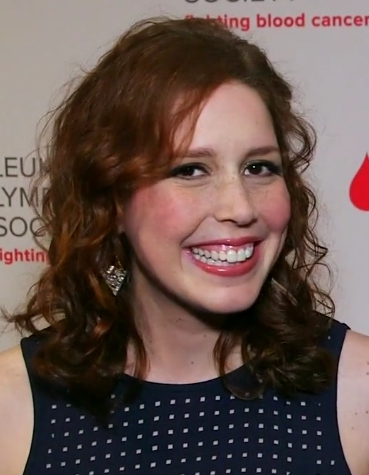
Vanessa Bayer (2015)

Vanessa Polster Bayer (* 14. November 1981 in Cleveland, Ohio) ist eine US-amerikanische Komikerin und Schauspielerin.

## Leben
Bayer wuchs in Orange, Ohio auf. Als Kind litt sie an Leukämie, konnte aber geheilt werden. Aus diesem Grund setzt sie sich noch heute für verschiedene Organisationen der Kinderkrebshilfe ein. Sie studierte an der University of Pennsylvania, wo sie 2004 ihren Abschluss in Französisch machte.
Während ihrer Zeit am College arbeitete Bayer als Praktikantin bei verschiedenen TV-Shows wie der Sesamstraße und Late Night with Conan O’Brien.
Von 2012 bis 2017 wirkte Bayer im Ensemble der US-Comedy-Show Saturday Night Live des Senders NBC mit.

## Filmografie (Auswahl)
- 2009: Off the Cuff
- 2010: Stages of Emily (Kurzfilm)
- 2012: Adventures in the Sin Bin
- 2012: Comedy Bang! Bang! (Fernsehserie, Episode 3x01)
- 2013: Ich – Einfach unverbesserlich 2 (Despicable Me 2)
- 2013–2015: Sound Advice (Fernsehserie, 30 Episoden)
- 2014–2017: Portlandia (Fernsehserie, 4 Episoden)
- 2014–2017: Above Average Presents (Fernsehserie, 2 Episoden)
- 2015: Dating Queen (Trainwreck)
- 2015: Man Seeking Woman (Fernsehserie, 2 Episoden)
- 2015: The Awesomes (Fernsehserie, 4 Episoden)
- 2016: Carrie Pilby
- 2016: Office Christmas Party
- 2016–2019: Drunk History (Fernsehserie, 3 Episoden)
- 2017: The Polka King
- 2017: Crashing (Fernsehserie, Episode 1x07)
- 2018: Ibiza
- 2019: Single Parents (Fernsehserie, 2 Episoden)
- 2019: What We Do in the Shadows (Fernsehserie, Episode 1x03)
- 2019: I Think You Should Leave with Tim Robinson (Fernsehserie, Episode 1x01)
- 2020: Brooklyn Nine-Nine (3 Episoden)
- 2020: Wander Darkly
- 2021: Barb and Star Go to Vista Del Mar
- 2022: Barry (Fernsehserie, Episode 3x6)
- 2022: DC League of Super-Pets (Stimme)
- 2024: Elsbeth (Fernsehserie, Episode 2x6)
- 2025: Freakier Friday

## Musikvideos
- 2021: George Harrison – My Sweet Lord (als Agentin des „Bureau of Certification“)[2]
- 2016: The Lonely Island - Finest Girl